# Pietro Senn
Pietro Senn (Lione, 4 luglio 1767 – Livorno, 22 febbraio 1838) è stato un imprenditore francese, di origine svizzera.

## Biografia
Cognato di Giovan Pietro Vieusseux, sfruttò questa parentela per inserirsi nelle gare d'appalto per i lavori alle prime ferrovie toscane.
Nel 1821 si associò in affari con il cugino, che era il referente del ricco imprenditore fiorentino Emanuele Fenzi, per gli affari intrattenuti da quest'ultimo a Livorno. I primi contatti tra Senn e Fenzi riguardarono, principalmente, il commercio di olio e grano per poi concentrarsi sugli investimenti ferroviari. I due uomini, per la loro riconosciuta solidità finanziaria, ottennero dal granduca il permesso (14 aprile 1838) di iniziare la costruzione della “Leopolda”, la prima ferrovia toscana che doveva coprire il tragitto tra Firenze e Livorno.
All'impresa partecipò attivamente anche Agostino Kotzian che aveva sposato Eugénie, nipote del Senn.
Morì nel 1838 e, malgrado fosse membro della Congregazione olandese alemanna, la sua fu tra le ultime sepolture autorizzate nel vecchio cimitero degli inglesi di Livorno; la moglie infatti, morta tre anni dopo, fu inumata nel cimitero olandese-alemanno.